# Йонас Гатльґрімссон
Заголовок цієї статті — це ісландське ім'я, де Йонас — особове ім'я, а Гатльґрімссон — ім'я по батькові. 
Йо́нас Га́тльґрімссон (ісл. Jónas Hallgrímsson; 16 листопада 1807, Граун-і-Екснадал — 26 травня 1845, Копенгаген) — ісландський поет та природознавець, один із засновників ісландського журналу Fjölnir, який вперше з'явився в Копенгагені 1835 року. Йонас та інші націоналістичні поети використовували журнал для пропагування ісландської національної ідеї.